# 惠特塞特 (北卡羅萊納州)
惠特塞特（英語：Whitsett）是一個位於美國北卡羅萊納州吉爾福德縣的城鎮。

## 人口
根據2020年美國人口普查的數據，惠特塞特的面積為6.76平方千米，當中陸地面積為6.69平方千米，而水域面積為0.07平方千米。當地共有人口584人，而人口密度為每平方千米86人。